# Nyctiophylax procerus
Nyctiophylax procerus là một loài Trichoptera hóa thạch trong họ Polycentropodidae.